# Diocesi di Itapeva

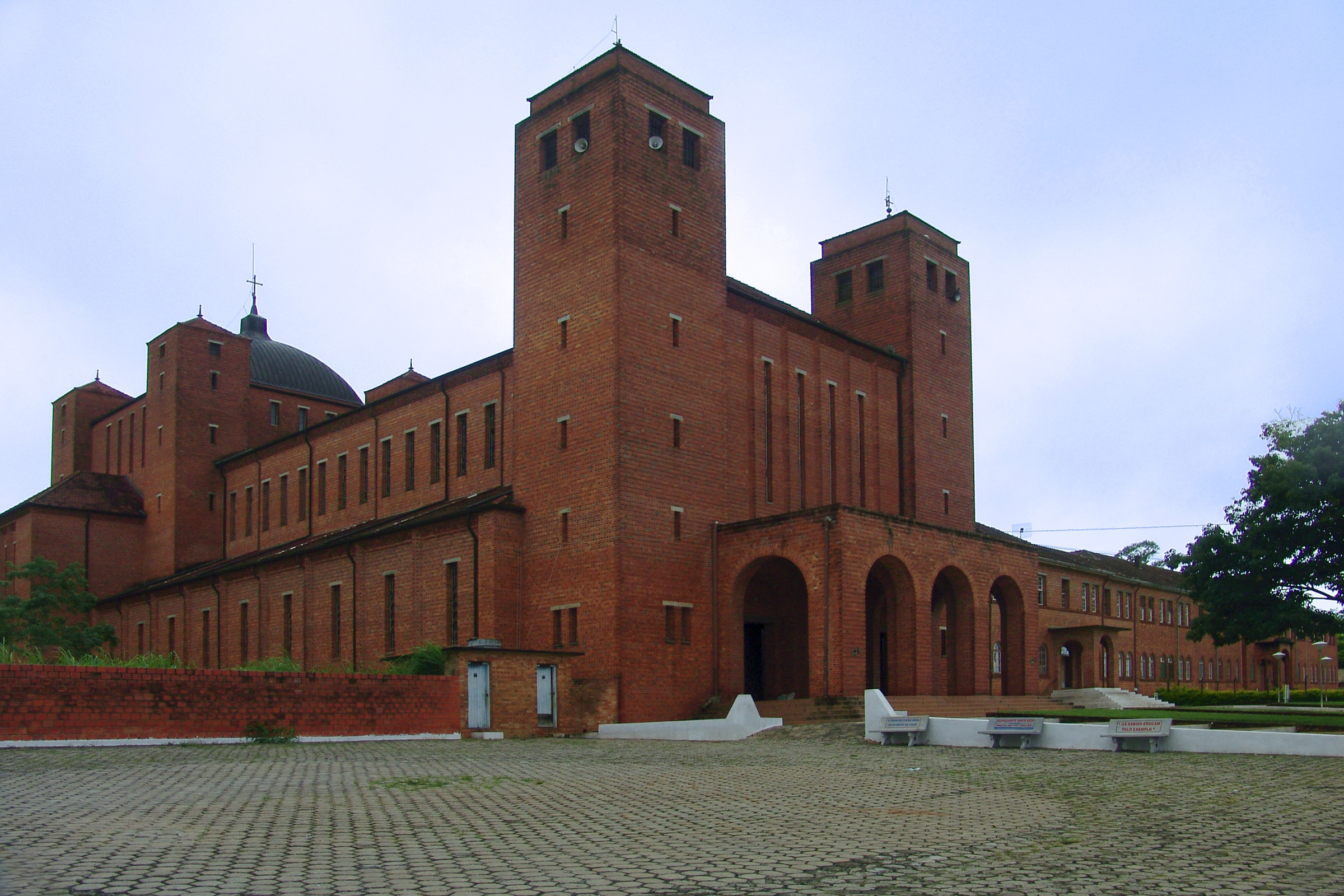
L'abbazia cistercense di Nostra Signora della Santa Croce a Itaporanga.

La diocesi di Itapeva (in latino: Dioecesis Itapevensis) è una sede della Chiesa cattolica in Brasile suffraganea dell'arcidiocesi di Sorocaba. Nel 2021 contava 269.100 battezzati su 413.680 abitanti. È retta dal vescovo Eduardo Malaspina.

## Territorio
La diocesi comprende 22 comuni dello stato brasiliano di San Paolo: Itapeva, Apiaí, Barão de Antonina, Barra do Chapéu, Bom Sucesso de Itararé, Buri, Capão Bonito, Coronel Macedo, Guapiara, Itaberá, Itaí, Itaóca, Itapirapuã Paulista, Itaporanga, Itararé, Nova Campina, Ribeira, Ribeirão Branco, Ribeirão Grande, Riversul, Taquarituba e Taquarivaí.
Sede vescovile è la città di Itapeva, dove si trova la cattedrale di Sant'Anna.
Il territorio si estende su una superficie 18.615 km² ed è suddiviso in 28 parrocchie, raggruppate in 5 foranie.

## Storia
La diocesi è stata eretta il 2 marzo 1968 con la bolla Quantum spei bonae di papa Paolo VI, ricavandone il territorio dalle diocesi di Botucatu (oggi arcidiocesi), di Sorocaba (oggi arcidiocesi) e di Santos.
Il 19 gennaio 1974, il 15 aprile 1998 e il 30 dicembre 1998 ha ceduto porzioni del suo territorio a vantaggio dell'erezione rispettivamente delle diocesi di Registro, di Itapetininga e di Ourinhos.
Originariamente suffraganea dell'arcidiocesi di San Paolo, il 29 aprile 1992 è entrata a far parte della provincia ecclesiastica dell'arcidiocesi di Sorocaba.

## Cronotassi dei vescovi
Si omettono i periodi di sede vacante non superiori ai 2 anni o non storicamente accertati.
- Silvio Maria Dário † (27 marzo 1968 - 2 maggio 1974 deceduto)
- José Lambert Filho, C.S.S.  † (4 gennaio 1975 - 30 novembre 1979 nominato vescovo coadiutore di Sorocaba)
- Fernando Legal, S.D.B. † (28 marzo 1980 - 25 aprile 1985 nominato vescovo di Limeira)
- Alano Maria Pena, O.P. (11 luglio 1985 - 24 novembre 1993 nominato vescovo di Nova Friburgo)
  - Sede vacante (1993-1996)
- José Moreira de Melo (17 gennaio 1996 - 19 ottobre 2016 ritirato)
- Arnaldo Carvalheiro Neto (19 ottobre 2016 succeduto - 15 giugno 2022 nominato vescovo di Jundiaí)
- Eduardo Malaspina, dal 28 dicembre 2022

## Statistiche
La diocesi nel 2021 su una popolazione di 413.680 persone contava 269.100 battezzati, corrispondenti al 65,1% del totale.
| anno | popolazione | popolazione | popolazione | presbiteri | presbiteri | presbiteri | presbiteri                | diaconi | religiosi | religiosi | parrocchie |
| anno | battezzati  | totale      | %           | numero     | secolari   | regolari   | battezzati per presbitero | diaconi | uomini    | donne     | parrocchie |
| ---- | ----------- | ----------- | ----------- | ---------- | ---------- | ---------- | ------------------------- | ------- | --------- | --------- | ---------- |
| 1968 | 240.000     | 270.000     | 88,9        | 26         | 10         | 16         | 9.230                     |         | 55        | 65        | 12         |
| 1976 | 290.000     | 320.000     | 90,6        | 30         | 11         | 19         | 9.666                     | 3       | 33        | 35        | 19         |
| 1977 | 333.000     | 381.000     | 87,4        | 31         | 9          | 22         | 10.741                    | 3       | 38        | 39        | 20         |
| 1990 | 346.000     | 450.000     | 76,9        | 27         | 16         | 11         | 12.814                    | 4       | 21        | 45        | 22         |
| 1999 | 324.000     | 397.468     | 81,5        | 54         | 15         | 39         | 6.000                     | 1       | 50        | 29        | 21         |
| 2000 | 350.000     | 377.977     | 92,6        | 52         | 13         | 39         | 6.730                     | 1       | 57        | 24        | 19         |
| 2001 | 270.000     | 391.109     | 69,0        | 53         | 14         | 39         | 5.094                     |         | 57        | 24        | 19         |
| 2002 | 350.000     | 391.100     | 89,5        | 53         | 14         | 39         | 6.603                     |         | 57        | 24        | 19         |
| 2003 | 370.000     | 458.000     | 80,8        | 15         | 14         | 1          | 24.666                    |         | 19        | 24        | 19         |
| 2004 | 240.000     | 391.109     | 61,4        | 15         | 14         | 1          | 16.000                    | 1       | 19        | 27        | 19         |
| 2006 | 253.000     | 401.000     | 63,1        | 28         | 17         | 11         | 9.035                     |         | 27        | 27        | 19         |
| 2013 | 287.900     | 439.000     | 65,6        | 38         | 25         | 13         | 7.576                     |         | 27        | 23        | 23         |
| 2016 | 264.000     | 404.000     | 65,3        | 49         | 33         | 16         | 5.387                     |         | 21        | 26        | 27         |
| 2019 | 264.000     | 405.000     | 65,2        | 50         | 34         | 16         | 5.280                     | 1       | 23        | 29        | 27         |
| 2021 | 269.100     | 413.680     | 65,1        | 49         | 33         | 16         | 5.491                     | 1       | 21        | 20        | 28         |